# Cervena Moghila, Pernik
Movila Roșie, zisă azi Cervena Moghila (în bulgară Червена Могила) este un sat în comuna Radomir, regiunea Pernik,  Bulgaria.

## Demografie
Componența etnică a satului Cervena Moghila
     Bulgari (100%)
     Nicio identificare (0%)
     Altele (0%)
La recensământul din 2011, populația satului Cervena Moghila era de 59 locuitori. Din punct de vedere etnic, majoritatea locuitorilor (100,0%) erau bulgari. Pentru 0,0% din locuitori nu este cunoscută apartenența etnică.